# Miquel Casals i Colldecarrera
Miquel Casals i Colldecarrera   (Figueres, 1918 - Barcelona, 19 d'octubre de 1990) fou un advocat català, degà del Col·legi d'Advocats de Barcelona.
Després de llicenciar-se en dret per la Universitat de Barcelona el 1940, es doctorà el 1944. Fou professor de dret civil a la facultat de Dret de la Universitat de Barcelona fins a l'any 1974. Fou nomenat membre de dret de l'Institut de Dret Comparat el 1960, i el seu director el 1972.
Com a Jurista, va exercir com advocat des de 1941, any en què es va incorporar al Col·legi de Barcelona i de Figueres, amb despatx obert a Barcelona. Va ser degà del Col·legi d'Advocats de Barcelona entre 1972 i 1977. Durant el seu mandat com a degà del Col·legi d'advocats va viure els canvis socials del moment de la transisió política i va saber estar prop de les situacions que es varen donar. Va sol·licitar l'indult per a Salvador Puig Antich que seria executat el 1974 i va intervindre els darrers afusellaments del Franquisme del Judici de Burgos (Txiqui). Va prendre part com a lletrat en el procés 1.001 del Tribunal d'Ordre Públic contra dirigents de Comissions Obreres com Marcelino Camacho i Nicolás Sartorius. Va ser president de l'Acadèmia de Jurisprudència i Legislació de Catalunya entre 1977 i 1984. El 1990, va ser triat membre numerari de la Reial Acadèmia de Ciències Econòmiques i Financeres. Durant el seu mandat la junta de Govern del Col·legi a proposta del seu Secretari Josep Mª Pi Sunyer i Cuberta, va acordar fer un Congrés de Cultura Catalana (1975-1977) que va presidir, època en què el Col·legi d'advocats va saber estar al costat dels ciutadans i de les seves inquietuds i reivindicacions i de la Cultura Catalana i la seva defensa; va presidir la Fundació Congrés de Cultura Catalana que va impulsar el Col·legi d'Advocats un cop finalitzat el Congrés des de la seva constitució fins a l'any 1990.
Fou acadèmic numerari de l'Acadèmia de Jurisprudència i Legislació de Catalunya que va presidir des de 1977 fins a la seva mort l'any 1990, i de la Real Academia de Jurisprudencia y legislación española (1981). El 1980 va ser triat membre numerari de la Reial Acadèmia de Ciències Econòmiques i Financeres, va ser vocal de la Comisión General de Codificación del Ministerio de Justicia. Membre de la Comissió Jurídica Assessora de la Generalitat de Catalunya.